# 大红头树鹛
大红头树鹛（学名：Malacopteron magnum），是画眉科树鹛属的一种，分布于缅甸、文莱、泰国、印度尼西亚和马来西亚。该物种的保护状况被评为近危。
大红头树鹛的平均体重约为27.2克。栖息地包括亚热带或热带的湿润低地林、亚热带或热带的沼泽林和亚热带或热带的（低地）湿润疏灌丛。